# Dualizm administracyjny
Dualizm administracyjny – konstrukcja administracji publicznej charakteryzująca się istnieniem obok siebie administracji samorządowej i rządowej.
Każda z nich ma inny zakres działania i zadań do wykonania. Administracja rządowa realizuje zadania na rzecz całego kraju. W zakresie administracji samorządowej leżą zaś zadania, które dotyczą lokalnej społeczności. Wykonuje ona zadania własne jak i zlecone przez organy rządowe. Dane struktury różnią się od siebie regułami na podstawie jakich działają, administracja rządowa koncentruje zadania w jednym organie centralnym znajdującym się na szczycie. W strukturze administracji samorządowej kompetencje i uprawnienia są przekazywane na organy znajdujące się na najniższym szczeblu, aby mogły realizować je samodzielnie. W tym kontekście istotna jest zasada pomocniczości, o której mowa w Konstytucji RP. Zgodnie z art. 163 Konstytucji "samorząd terytorialny wykonuje zadania publiczne nie zastrzeżone przez Konstytucję lub ustawy dla organów innych władz publicznych”. W jej brzmieniu zadania, które mogą być zrealizowane przez organy najniższego szczebla, nie powinny być realizowane przez państwo.

## Historia
W Polsce dualizm administracyjny powstał w wyniku reformy administracyjnej, która weszła w życie 1 stycznia 1999 roku. Ukształtował się ona szczeblu województwa. Występuje tam zarówno administracja rządowa jak i samorządowa. Posiadają one różny zakres zadań jak i władze oraz urzędy. W administracji rządowej występuje wojewoda i urząd wojewódzki a w administracji samorządowej zarząd województwa (na czele z marszałkiem) i urząd marszałkowski.

## Zadania województwa
Art. 2. ustawy z dnia 23 stycznia 2009 r. o wojewodzie i administracji rządowej w województwie mówi, kto wykonuje zadania administracji rządowej w województwie, czyli:
1. wojewoda;
2. organy rządowej administracji zespolonej w województwie, w tym kierownicy zespolonych służb, inspekcji i straży;
3. organy niezespolonej administracji rządowej;
4. jednostki samorządu terytorialnego i ich związki, jeżeli wykonywanie przez nie zadań administracji rządowej wynika z odrębnych ustaw lub z zawartego # porozumienia;
5. starosta, jeżeli wykonywanie przez niego zadań administracji rządowej wynika z odrębnych ustaw;
6. inne podmioty, jeżeli wykonywanie przez nie zadań administracji rządowej # wynika z odrębnych ustaw.

## Organy województwa
Charakterystyczny dla województwa jest podział zadań pomiędzy administrację samorządową oraz terenową administrację rządową. Terenową administrację rządową w województwie tworzą:
- wojewoda – przedstawiciel Rady Ministrów w województwie, zwierzchnik i organ rządowej administracji zespolonej w województwie.
- organy rządowej administracji zespolonej w województwie – organy należące do różnych działów administracji publicznej, które są skupione pod zwierzchnictwem wojewody.w tym kierownicy zespolonych służb, inspekcji i straży – między innymi:
- komendant wojewódzki Policji
- komendant wojewódzki Państwowej Straży Pożarnej
- kurator oświaty
- wojewódzki inspektor farmaceutyczny
- wojewódzki konserwator zabytków
- wojewódzki inspektor nadzoru budowlanego
- wojewódzki inspektor ochrony środowiska
- organy rządowej administracji niezespolonej – część administracji rządowej w terenie, która nie podlega zwierzchnictwu wojewody a podległe odpowiedniemu ministrowi np.
- regionalny dyrektor ochrony środowiska
- dyrektor urzędu morskiego
- dyrektor izby administracji skarbowej

## Sejmik województwa
- Sejmik województwa jest organem stanowiącym i kontrolnym województwa.
- Kadencja sejmiku województwa trwa 5 lat, licząc od dnia wyborów.
- W skład sejmiku województwa wchodzą radni wybrani w wyborach bezpośrednich (trzydziestu w województwach liczących do 2.000.000 mieszkańców oraz po trzech radnych na każde kolejne rozpoczęte 500.000 mieszkańców).
- W sprawie odwołania sejmiku województwa przed upływem kadencji rozstrzyga się wyłącznie w drodze referendum wojewódzkiego.
- Uchwały sejmiku województwa zapadają zwykłą większością głosów, w obecności co najmniej połowy ustawowego składu sejmiku, w głosowaniu jawnym lub jawnym imiennym, chyba że przepisy ustawy stanowią inaczej.

### Wybory
- Sejmik województwa wybiera ze swojego grona przewodniczącego oraz nie więcej niż 3 wiceprzewodniczących, bezwzględną większością głosów w obecności co najmniej połowy ustawowego składu sejmiku, w głosowaniu tajnym.
- Odwołanie przewodniczącego i wiceprzewodniczącego sejmiku województwa następuje na wniosek co najmniej 1/4 ustawowego składu sejmiku województwa, w trybie określonym w ust. 1.
- Sejmik województwa obraduje na sesjach zwoływanych przez przewodniczącego sejmiku w miarę potrzeby, nie rzadziej jednak niż raz na kwartał.
- Sejmik województwa może powoływać ze swojego grona stałe i doraźne komisje do wykonywania określonych zadań.

## Zarząd województwa
- Zarząd województwa jest organem wykonawczym województwa.
- W skład zarządu województwa, liczącego 5 osób, wchodzi marszałek województwa jako jego przewodniczący, wicemarszałek lub 2 wicemarszałków i pozostali członkowie.

### Wybory
- Członkiem zarządu województwa nie może być osoba, która nie jest obywatelem polskim.
- Członkostwa w zarządzie województwa nie można łączyć z członkostwem w organie innej jednostki samorządu terytorialnego oraz z zatrudnieniem w administracji rządowej, a także z mandatem posła i senatora. Utrata członkostwa w zarządzie województwa następuje w dniu wyboru lub zatrudnienia.
- Uchwały zarządu województwa zapadają zwykłą większością głosów w obecności co najmniej połowy ustawowego składu zarządu w głosowaniu jawnym, chyba że przepisy ustawy stanowią inaczej. W przypadku równej liczby głosów rozstrzyga głos marszałka województwa.
- Zarząd województwa wykonuje zadania należące do samorządu województwa, nie zastrzeżone na rzecz sejmiku województwa i wojewódzkich samorządowych jednostek organizacyjnych.

## Marszałek województwa
- Organizuje pracę zarządu województwa i urzędu marszałkowskiego.
- Kieruje bieżącymi sprawami województwa oraz reprezentuje województwo na zewnątrz.
- Marszałek województwa jest kierownikiem urzędu marszałkowskiego, zwierzchnikiem służbowym pracowników tego urzędu i kierowników wojewódzkich samorządowych jednostek organizacyjnych. Wydaje on decyzje w indywidualnych sprawach z zakresu administracji publicznej, jeżeli przepisy szczególne nie stanowią inaczej.
- Marszałek województwa może upoważnić wicemarszałków, pozostałych członków zarządu województwa, pracowników urzędu marszałkowskiego oraz kierowników wojewódzkich samorządowych jednostek organizacyjnych do wydawania w jego imieniu decyzji. Decyzje wydane przez zarząd województwa w sprawach z zakresu administracji publicznej podpisuje marszałek. W decyzji wymienia się imiona i nazwiska członków zarządu, którzy brali udział w wydaniu decyzji.

## Wojewoda
- Wojewodę powołuje i odwołuje Prezes Rady Ministrów na wniosek ministra właściwego do spraw administracji publicznej.
- Wymagania jakim musi odpowiadać osoba, która chce objąć stanowisko wojewody to: posiadanie obywatelstwa polskiego, posiadanie tytułu zawodowego magistra lub równorzędnego, rękojmię należytego wykonywania obowiązków wojewody, niekaralność za umyślne przestępstwo ścigane z oskarżenia publicznego lub umyślne przestępstwo skarbowe, korzystanie z pełni praw publicznych, nieposzlakowana opinia
- Działalnością wojewody kieruje Prezes Rady Ministrów, sprawuje także nadzór nad jego działalnością na podstawie kryterium zgodności z polityką rządu.

## Jawność działania organów województwa
Działalność organów województwa jest jawna. Ograniczenia jawności mogą wynikać wyłącznie z ustaw. Jawność działania organów województwa obejmuje w szczególności prawo obywateli do uzyskiwania informacji, wstępu na sesje sejmiku województwa i posiedzenia jego komisji.